# NGC 7557
NGC 7557 (другие обозначения — PGC 70854, MCG 1-59-21, ZWG 406.35, NPM1G +06.0598) — спиральная галактика (S) в созвездии Рыбы.
Этот объект входит в число перечисленных в оригинальной редакции «Нового общего каталога».